# Zekoslav Mrkva
Zekoslav Mrkva (engleski: Bugs Bunny) izmišljeni je sivi zec koji se pojavljuje u crtanom serijalu Looney Tunes (luckaste priče) kompanije Warner Bros. Jedan je od najslavnijih izmišljenih junaka na svijetu.
Prema njegovoj biografiji, rođen je 1940. u Brooklynu, New York.
Glas mu je posuđivao za hrvatsku sinkronizaciju Zekoslava Mrkve hrvatski glumac Vladimir Puhalo. Po mnogima je bio bolji čak i od izvornika.

## Hrvatska sinkronizacija
Redateljica hrvatske sinkronizacije emisije bila je Biserka Vučković. Sljedeći su glumci posudili glasove u hrvatskoj sinkronizaciji crtanog filma o Zekoslavu Mrkvi:
- Zekoslav Mrkva – Vladimir Puhalo
- Patak Darko/Patak Dodo – Ivo Rogulja
- Šunkić – Ranko Tihomirović
- Milivoj Glavović – Marko Torjanac

## Citati
- Kaj te muči, Njofra?

## Vanjske poveznice
- Klinci.net[neaktivna poveznica] Šarolika obitelj Looney Tunes